# Panipenem/betamipron
Panipenem/betamoprin es un antibiótico betalactámico lanzado por el Lab. M/s Sankyo Co. de Japón.
La marca registrada es "Cerbenim" y está en el mercado desde 1993.
Es una combinación en la que el panipenem es el antibiótico carbapenem y el betamipron inhibe la captación renal de panipenem[4] y por lo tanto reduce su nefrotoxicidad (muy similar a la combinación imipenem/cilastatina). 